# Шапулин, Алексей Иванович
Алексей Иванович Шапулин (1884 года, Ярославская губерния, Российская империя — 22 декабря 1941 года, Тверь, СССР) — российский военачальник; поручик (1914), штабс-капитан (1916) 8-го гренадерского Московского полка.
Из потомственных почетных граждан, уроженец Ярославской губернии. В 1902 г. поступил вольноопределяющимся в 8-й гренадерский Московский полк, дислоцировавшийся в г. Твери. 25.10.1905 произведен из унтер-офицеров в прапорщики запаса армейской пехоты с переводом в 7-й гренадерский Самогитский полк. 05.06.1907 прапорщик запаса 8-го гренадерского Московского полка, произведен в подпоручики. Участвовал в Первой мировой войне.
За то, что с 7 по 9 ноября 1914 года у города Ново-Радомска, командуя тремя ротами и взводом артиллерии, несмотря на превосходство сил противника, взял деревни Домбровка, Церковизна и Щепоцице, отбросил противника, занимавшего правый берег реки Варта, к западу, чем обеспечил фланг отряда, при этом взято в плен: 1 штаб-офицер, 12 штаб-офицеров и 487 нижних чинов, награждён орденом Святого Великомученика и Победоносца Георгия IV степени
В октябре 1917 года в чине подполковника был направлен на учёбу в Николаевскую академию Генштаба, которую окончил уже как Военную академию РККА.
В 1918—1919 годах был помощником смотрителя сводного эвакогоспиталя
Сославшись на ранения продолжать военную службу отказался, работал бухгалтером.
Умер в 1941 году умер от «разрыва сердца», получив извещение о гибели на фронте сына Георгия (он тоже стал военным врачом в 1940 году окончив Киевское военно-медицинское училище. Погиб 22 ноября 1941 года в боях с немецкими оккупантами за город Лисичанск).

## Другие награды
- Орден Почетного легиона;
- Орден Святой Анны II степени;
- Орден Святой Анны III степени;
- Орден Святой Анны IV степени;
- Орден Святого Станислава II степени;
- Орден Святого Станислава III степени;
- Медаль «В память 100-летия Отечественной войны 1812»;
- Медаль «В память 300-летия царствования дома Романовых».